# Communauté de communes de la Plaine d'Argentan Nord
La communauté de communes de la Plaine d'Argentan Nord est une ancienne communauté de communes française, située dans le département de l'Orne et la région Basse-Normandie.

## Histoire
La communauté de communes est créée le 29 novembre 1996.
Le 1er janvier 2014 elle fusionne avec les communautés de communes du Pays d'Argentan et de la Vallée de la Dives pour former la communauté de communes Argentan Intercom.

## Composition
La communauté de communes regroupait huit communes (trois du canton d'Argentan-Ouest, trois du canton de Trun et deux du canton de Putanges-Pont-Écrepin) :
1. Brieux
2. Commeaux
3. Montabard
4. Moulins-sur-Orne
5. Nécy
6. Occagnes
7. Ri
8. Rônai

## Administration
| Période      | Période       | Identité      | Étiquette | Qualité                                 |
| ------------ | ------------- | ------------- | --------- | --------------------------------------- |
| janvier 1997 | janvier 2006  | Jean Allais   |           | Maire de Ri                             |
| mars 2006    | décembre 2013 | Roger Ruppert |           | Adjoint, puis maire de Moulins-sur-Orne |